# Carphephorus
Carphephorus es un género de plantas perteneciente a la familia Asteraceae. Comprende 17 especies descritas y de estas solo 8 aceptadas.

## Descripción
Las plantas de este género sólo tienen disco (sin rayos florales) y los pétalos son de color blanco, ligeramente amarillento blanco, rosa o morado (nunca de un completo color amarillo).

## Taxonomía
El género fue descrito por Alexandre Henri Gabriel de Cassini y publicado en Bull. Sci. Soc. Philom. Paris 1816: 198. 1816. La especie tipo es: Carphephorus pseudoliatris Cass.

## Especiesaceptadas
A continuación se brinda un listado de las especies del género Carphephorus aceptadas hasta junio de 2012, ordenadas alfabéticamente. Para cada una se indica el nombre binomial seguido del autor, abreviado según las convenciones y usos.
- Carphephorus bellidifolius (Michx.) Torr. & A.Gray
- Carphephorus carnosus (Small) C.W.James
- Carphephorus coridifolius DC.
- Carphephorus corymbosus (Nutt.) Torr. & A.Gray
- Carphephorus odoratissimus (J.F.Gmel.) Herbert
- Carphephorus paniculatus (J.F.Gmel.) Herbert
- Carphephorus pseudoliatris Cass.
- Carphephorus tomentosus (Michx.) Torr. & A.Gray